# Первый дивизион Вьетнама по футболу

Эмблема турнира

Первый дивизион (вьет. Hạng nhất) — футбольная лига во Вьетнаме, вторая по рангу после V-лиги.
В турнире принимают участие 14 коллективов. По итогам турнира команды, занявшие первое и второе места, выходят в V-лигу. Команды, занявшие 13-е и 14-е места, вылетают во Второй дивизион (вьет. Hạng nhì).
Пока ни один клуб не выигрывал Первый дивизион более одного раза. Чаще других призёром становился «Донгтхап»: на его счету полный комплект медалей.

## Победители и призёры
| Сезон   | Чемпион          | 2-е место  | 3-е место      |
| ------- | ---------------- | ---------- | -------------- |
| 2012    | Донгтам Лонган   | T&T (мол.) | Донгнай        |
| 2011    | Сайгон Суантхань | Кьензянг   | Биньдинь       |
| 2010    | АКБ              | Куангнинь  | Биньдинь       |
| 2009    | Ниньбинь         | Хоафат     | Кантхо         |
| 2008    | Куанкху 4        | T&T        | Донгтхап       |
| 2007    | Тхеконг          | Хайфон     | Анзянг         |
| 2006    | Донгтхап         | Тханьхоа   | Хюэ            |
| 2005    | Кхатоко Кханьхоа | Тьензянг   | Донг А         |
| 2004    | Канг Сайгон      | Хоафат     | Хюэ            |
| 2003    | Хайфон           | Биньзыонг  | Тханьхоа       |
| 2001/02 | Донгтам Лонган   | Донгтхап   | Хоангань Зялай |
| 2000/01 | Биньдинь         | Дананг     | Хайкуан        |

* Цветом выделены призёры, не квалифицировавшиеся в V-лигу.